# علی چاکسون (آریزونا)
علی چاکسون (به انگلیسی: Ali Chukson) یک منطقهٔ مسکونی در ایالات متحده آمریکا است که در شهرستان پیما، آریزونا واقع شده‌است. علی چاکسون ۵٫۳۶ کیلومتر مربع مساحت و ۸۶۲ نفر جمعیت دارد و ۷۸۶ متر بالاتر از سطح دریا واقع شده‌است.